# Abdoulaye Faye
Abdoulaye Diagne-Faye (Dakar, 26 februari 1978) is een Senegalees voormalig voetballer die als centrale verdediger speelde. Faye was in de Premier League actief met Bolton Wanderers, Newcastle United, Stoke City en Hull City. Hij speelde 36 interlands in het Senegalees voetbalelftal, waarin hij twee keer scoorde.

## Clubcarrière

### Beginjaren
Abdoulaye Faye liet zich vanaf de vroege jaren 2000 opmerken als verdediger van RC Lens, waar ook zijn landgenoot Papa Bouba Diop doorbrak. Daarvoor speelde Faye voor achtereenvolgens ASEC Ndiambour en ASC Jeanne d'Arc uit Senegal.

### Bolton Wanderers
In juli 2005 nam Bolton Wanderers, dat uitkwam in de Engelse Premier League, hem over van RC Lens. Faye verliet Lens na 35 competitiewedstrijden te hebben gespeeld. Aanvankelijk werd Faye door Bolton gehuurd, maar in december 2005 legde Bolton hem definitief vast.
Faye viel meteen op bij zijn debuut tegen Newcastle United, waarin hij na 23 minuten inviel voor de geblesseerde Radhi Jaidi. Met zijn lengte (1,88 m) hield Faye de kopbalsterke Alan Shearer uit de wedstrijd. Bolton won met 2–0. Landgenoot El Hadji Diouf en de Griek Stelios Giannakopoulos waren de doelpuntenmakers.
Faye verwierf een basisplaats en stond deze niet meer af. Tussen 2005 en 2007 speelde hij 60 competitiewedstrijden, waarin hij drie maal scoorde.

### Newcastle United
In de zomer van 2007 verkaste Faye samen met zijn landgenoot Habib Beye, een rechtsachter, naar Newcastle United. De overgang was een feit op de slotdag van de transfermarkt, 31 augustus 2007. Bij Newcastle had Faye het onder coach Sir Bobby Robson veel moeilijker om een certitude te worden.
Zijn enige doelpunt voor The Magpies scoorde hij evenwel tegen de latere Engelse landskampioen Manchester United – met Cristiano Ronaldo en Wayne Rooney onder stoom – op St. James' Park op 23 februari 2008. United versloeg Newcastle met 1–5. Faye verliet Newcastle in 2008 met 22 competitiewedstrijden op de teller.

### Stoke City

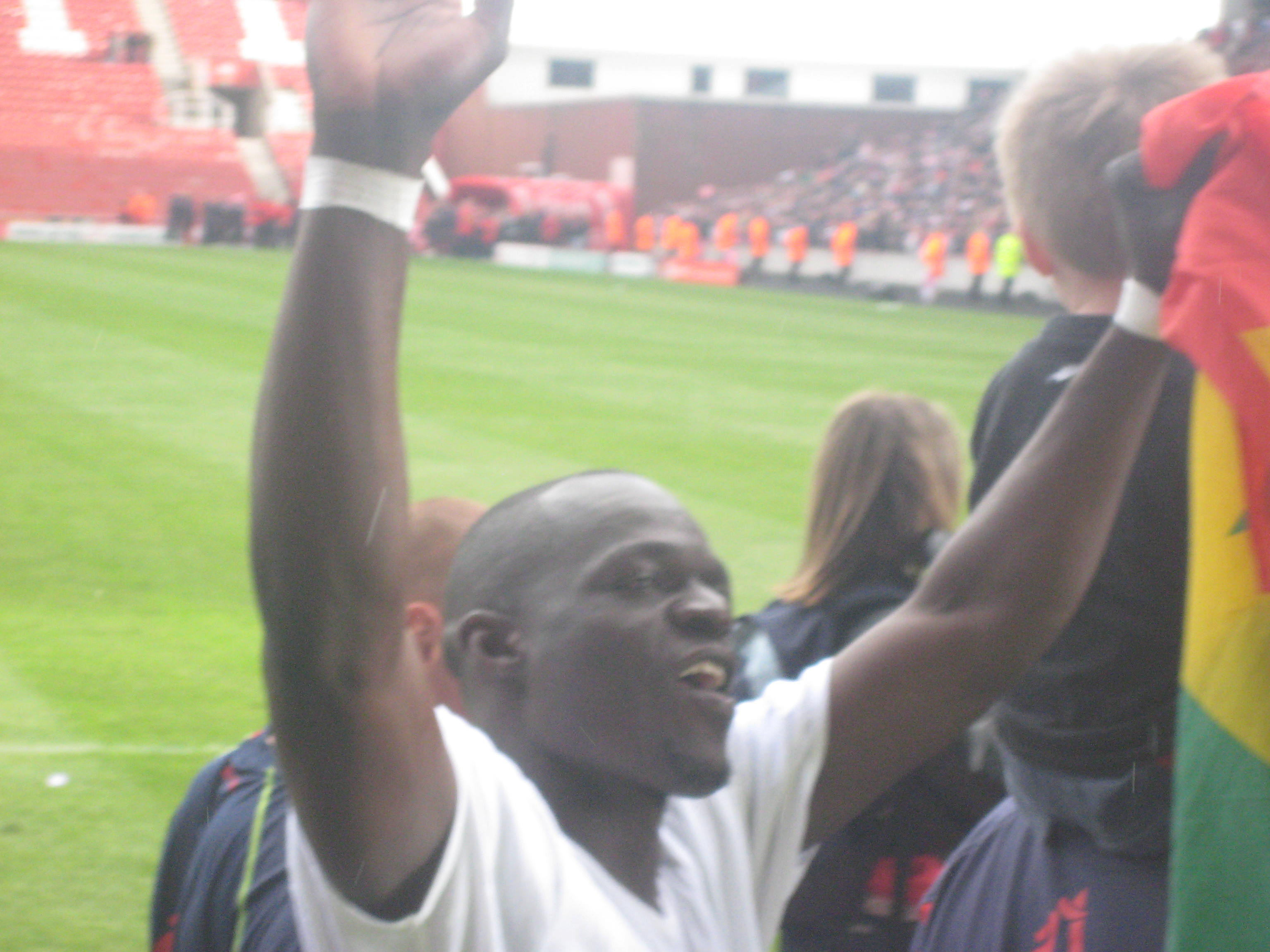
Abdoulaye Faye viert de handhaving van Stoke City in 2009

Op 15 augustus 2008 stapte Faye voor een bedrag van £ 2.250.000 ,- over naar nieuwbakken Premier League-club Stoke City en bij de promovendus herleefde de centrale verdediger als aanvoerder van het elftal. Onder leiding van Tony Pulis vormde hij een defensie met Ryan Shawcross, die vanaf het seizoen 2010/11 de aanvoerdersband om de arm kreeg. Bij Stoke heeft hij uiteindelijk de bijnaam "Fab Ab"/"Fabulous Ab(doulaye)" opgedaan. Tijdens het seizoen 2008/09 was Faye een dragende speler van het elftal dat Stoke van een terugreis naar de Football League Championship bespaarde. Faye droeg zijn steentje bij met een kopbaldoelpunt tegen ex-club Newcastle in het Britannia Stadium op 11 april 2009. Stoke en Newcastle deelden de punten (1–1), voor Stoke weliswaar een belangrijk punt.

### West Ham United
In juni 2011 verliet Faye Stoke City transfervrij. Sam Allardyce, manager/coach van het in mei 2011 uit de Premier League gedegradeerde West Ham United, was er als de kippen bij om Faye in te lijven. Faye debuteerde op 16 augustus 2011 met een 4–0 overwinning tegen Watford in de Championship, wat nog onbekend terrein was voor de onafgebroken op het hoogste toneel acterende verdediger. Faye speelde 29 wedstrijden en gidste West Ham United weer naar de Premier League na een jaar afwezigheid. Echter verliet hij Boleyn Ground na de promotie evenals John Carew, zijn landgenoot Papa Bouba Diop en drie anderen.

### Hull City
Op 20 juli 2012 werd bekend dat Hull City Faye een éénjarig contract had aangeboden, wat betekende dat Faye voortaan in het KC Stadium te zien was. Begin september maakte Faye zijn eerste goal voor Hull tegen zijn ex-club Bolton Wanderers met een kopbal. Hull won de wedstrijd met 3–1. Aan het einde van het seizoen 2012/13 promoveerde hij met Hull naar de Premier League.
Faye speelde slechts drie competitiewedstrijden voor Hull in de Premier League. In de pikorde kwam Faye achter James Chester, Paul McShane en Curtis Davies.
In 2014 haalde Faye de finale van de FA Cup. Sheffield United werd door Hull spectaculair met 5–3 verslagen in de halve finale.
Echter won Arsenal de beker met 3–2 na verlengingen. Faye ontbrak op de wedstrijdfiche.

### Maleisië
In 2015 beëindigde Abdoulaye Faye zijn loopbaan bij het Maleisische Sabah.